# Цзиюань (бронепалубный крейсер)
Цзиюань («Jiyuan», «Chi-Yuen», «Tsi-Yuen») — бронепалубный крейсер китайского флота, впоследствии «Сайен» («Saiyen») — канонерская лодка японского флота. Участвовал в Японо-китайской и Русско-японской войнах.

## Строительство
Малый крейсер «Цзиюань» был заказан в конце 1870-х гг. в Германии для ВМС императорского Китая вместе с двумя большими кораблями — броненосцами «Динъюань» и «Чжэньюань». Строился на верфи фирмы «Вулкан» в Штеттине с 1880 г., был спущен на воду в 1883 г. Вступление в строй задержалось из-за франко-китайской войны 1884—1885 гг., после окончания которой «Цзиюань», сопровождая «Динъюань» и «Чжэньюань», отправился из Германии в Китай.

## Описание конструкции и оценка проекта
По некоторым данным, решение о постройке в Штеттине для Китая третьего корабля было принято из-за наличия определённой суммы денег, остававшейся после заказа двух броненосцев, которой, однако, не хватало на более крупное судно. Немцы, имевшие к тому времени опыт постройки, помимо броненосцев, броненосных канонерских лодок серии «Веспе», взяли их тип за основу проекта нового корабля.
«Цзиюань» имел вдвое больший тоннаж и более сильные машины, чем канонерки типа «Веспе», однако унаследовал от них черты корабля береговой обороны, прежде всего — тип артиллерийского вооружения. В носовой части «Цзиюаня» в бронированном вращающемся барбете были установлены два 8-дюймовых орудий фирмы Крупа. 6-дюймовое орудие той же фирмы находилось в кормовой части. Дополнительное вооружение составляли четыре 3-дюймовых орудия и девять скорострелок меньшего калибра. Минное вооружение состояло из четырёх торпедных аппаратов фирмы Шварцкопфа.
При водоизмещении в 2400 тонн и скорость в 15 узлов «Цзиюань» вполне соответствовал тогдашним представлениям о крейсере 3-го ранга. Корабль имел стальной корпус, разделенный водонепроницаемыми переборками на ряд отсеков. Нос был снабжен таранным штевнем, обводы заостренные, палуба прямая, гладкая с небольшой центральной надстройкой с мостиком перед единственной трубой. Первоначально был оснащен тремя мачтами, грот-мачта — с боевым марсом.
Основной защитой корабля являлась двухслойная (композитная) броневая палуба 3-дюймовой толщины. Носовые крупнокалиберные орудия защищались внизу барбетом в 10 дюймов толщины, но сверху — только броневым колпаком в 2 дюйма. Такой же толщины был колпак-башня и вокруг кормового орудия. Ещё слабее была защита боевой рубки — её прикрывала дюймовая броня, способная противостоять только осколкам.
В качестве дополнения построенных вместе с ним броненосцев «Цзиюань» оказался малополезен. Небольшой и слабобронированный корабль не мог участвовать наравне с «Динъюанем» и «Чжэнъюанем» в эскадренном сражении и не был пригоден в качестве разведчика, так как его скорость была не существенно выше, чем у самих броненосцев. В то же время «Цзиюань», совмещая небольшой тоннаж с достаточно сильным крупнокалиберным вооружением, вполне мог выполнять задачи корабля береговой обороны.

## Служба в китайском флоте
По прибытии в Китай в 1885 г. «Цзиюань» вошёл в состав северной Бэйянской эскадры под командованием адмирала Дин Жучана. На следующий 1886 г. крейсер участвовал в дальнем походе китайской эскадры, посетившей с визитами Куре, Нагасаки и Владивосток. В дальнейшем нередко отсылался в корейские порты для стационерной службы. Летом 1894 г. обеспечивал сопровождение в Корею транспортов с войсками, посланными для подавления инспирированного японцами восстания. Утром 25 июня 1894 г. «Цзиюань» был внезапно атакован тремя более сильными японскими крейсерами близ бухты Асан, что стало первым сражением японо-китайской войны.
Несмотря на полученные накануне предупреждения о начале японцами враждебных действий, командир «Цзиюаня» Фан Боцянь не принял никаких мер по подготовке корабля к бою. В 8 утра к «Цзиюаню» приблизился японский 3600-тонный бронепалубный крейсер «Нанива», которым командовал капитан Того (будущий адмирал). По утверждениям японцев, китайцы сначала подняли белый флаг, а потом выпустили в них торпеду, прошедшую мимо японского корабля. По китайским показаниям, торпеда была неприцельно выпущена, чтобы избежать её подрыва от осколков, уже после внезапного открытия огня со стороны японцев.
«Сначала японцы выпустили несколько снарядов, которые попали в боевую рубку „Тси-Юаня“, пробили её и разорвали на части первого лейтенанта и мичмана. Голова лейтенанта повисла на одной из переговорных труб; рулевой прибор, машинный телеграф и переговорные трубы были полностью разрушены. Находившийся в рубке капитан Фонг не пострадал; он немедленно отдал приказание подготовить корабль к бою и сошёл вниз. На корабле ещё ничего не успели сделать, как в него попал второй бортовой залп японца, причинивший большие повреждения. Один из снарядов, отскочив от броневой палубы, ударил вверх, в нижнюю часть передней башни, и прошёл сквозь её броневую обшивку. Он пробил насквозь палубу, повредил механизмы подачи снарядов и привел в негодность одну из 8-дюймовых пушек. Через несколько минут башню пробил второй снаряд; разорвавшись внутри, он убил артиллерийского офицера и шесть человек прислуги… Большое количество попаданий пришлось в пространство между палубами; один снаряд разнес каюты офицеров и сделал огромную пробоину в борту; другой ударил в кожух дымовой трубы и, разорвавшись там, убил несколько кочегаров. Снаряды неоднократно попадали в шлюпки, причём те загорались, а боевая мачта была пробита в нескольких местах».
Корабль потерял управление: штурвал не действовал, а связаться с машинным отделением, чтобы управлять машинами, было невозможно из-за уничтожения переговорных труб и телеграфа. Казалось, «Цзиюань» был обречён. Однако вскоре, благодаря решительности немецкого инженера-инструктора Гофмана, были срочно извлечены из подшкиперской и протянуты временные румпель-тали. «Цзиюань» вновь получил способность управляться. Несмотря на весь эффект обстрела с близкой дистанции, «Наниве» не удалось нанести слабейшему китайскому крейсеру гибельных для него повреждений. По какой-то причине японцы не смогли использовать два своих самых мощных 10-дюймовых орудия, которые были способны поразить машинное или котельное отделения «Цзиюаня», лишить его хода или вызвать затопление. По словам Х. Вильсона, в китайский корабль «попало большое число снарядов из 6-дюймовок и пушек меньшего калибра, но повреждения оказались совсем не так серьёзны, как следовало ожидать. Объясняется это тем обстоятельством, что большая часть японских снарядов не разрывалась». Большие жертвы среди китайского экипажа были вызваны не столько осколками японских снарядов, столько обломками разбиваемой ими тонкой брони рубки и орудийных башен.

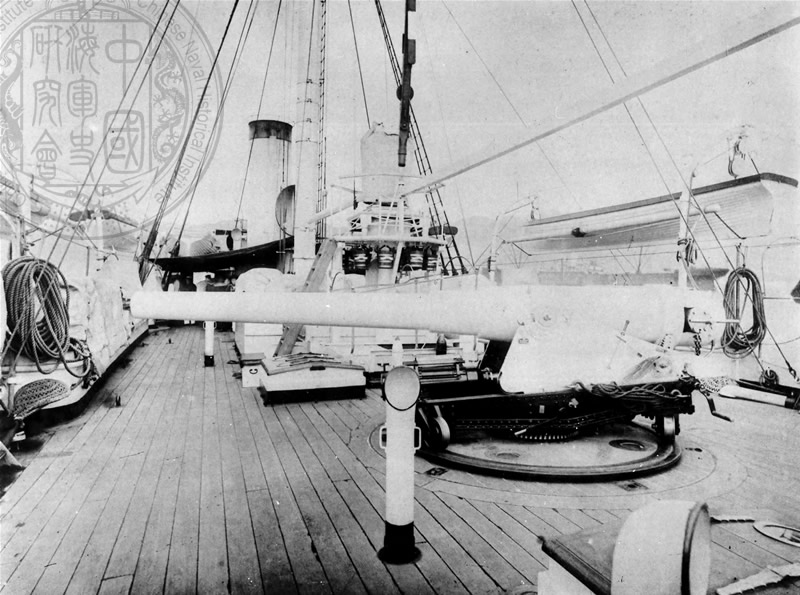
Кормовое орудие «Цзиюаня» (фото сделано во время службы корабля в японском флоте, броневая башня снята)

Сопровождавший «Цзиюань» второй китайский корабль — минный крейсер «Гуанъи» вступил в бой, отвлекая на себя «Наниву» и другой японский крейсер — «Акицусима». Воспользовавшись этим, «Цзиюань» стал уходить в открытое море. За ним погнался третий, самый сильный японский крейсер — 4200-тонный флагман контр-адмирала Цубои «Иосино», способный развить ход в 23 узла против 15 узлов у поврежденного китайского корабля. Настигая «Цзиюань» с кормы, «Иосино» мог вести по нему огонь из трех скорострельных 6-дюймовых орудий, в то время как у китайцев единственная ретирадная 6-дюймовка не могла вести огонь из-за полотняного тента, разбирать который уже не было времени. Тент снесли выстрелом в упор, после чего уже можно было стрелять по японцам. Китайцам повезло добиться попадания в «Иосино», которое заставило японский крейсер прекратить преследование (по утверждениям японцев, «Цзиюань» укрылся в тумане, пока на «Иосине» устраняли возникшую в машине неисправность).
В бою, который продолжалось более часа, «Цзиюань» был фактически выведен из строя, его экипаж потерял 16 человек убитыми и 25 ранеными. Тем не менее, небольшому китайскому крейсеру удалось уцелеть в сражении с тремя быстроходными и гораздо более сильными японскими кораблями. Однако, спасаясь сам, «Цзиюань» оставил сражаться в одиночестве «Гуанъи» и даже не попытался предупредить об опасности идущие к Асану из Китая транспорт «Гаошэн» и посыльное судно «Цяоцзян». В результате японцы уничтожили «Гуанъи» и «Гаошен» и захватили «Цяоцзян». Особенно тяжелым ударом для Китая была гибель транспорта, на котором находилось 1100 перевозимых в Корею солдат. Утром 26 июня «Цзиюань» прибыл на главную базу Бэйянского флота в Вэйхайвэй и на следующий день был отправлен для ремонта в Люйшунь.
Повреждения, полученные «Цзиюанем» в бою у Асана, были изучены китайским командованием, которое приняло срочные меры для защиты кораблей Бэйянского флота от применяемых японцами фугасных снарядов:  Chi-Yen, пришедший в Вей-ха-Вей после боя с Joshino, наглядно показал адмиралу Тингу недостатки современных судов для боя, а потому Тинг, выходя из Вей-ха-Вея на поиски за японцами, решил по возможности устранить эти недостатки. Во-первых, свезены были на берег все шлюпки и на каждом судне оставлено лишь по одной 6-ти весельной гичке. Все лишнее дерево, снасти и т. п., было оставлено на берегу; выступающие за борт части мостиков были отрезаны, все деревянные поручни заменены леерами, а деревянные трапы, где было возможно, заменены шторм-трапами. Большие стальные щиты, толщиною в 1 дюйм и прикрывавшие орудия в башнях, были убраны, так как они представляют, по выражению командира броненосца Chen-Yen, не более как западни для прислуги В качестве дополнительных мер для защиты от осколков применялись брустверы из мешков с песком.

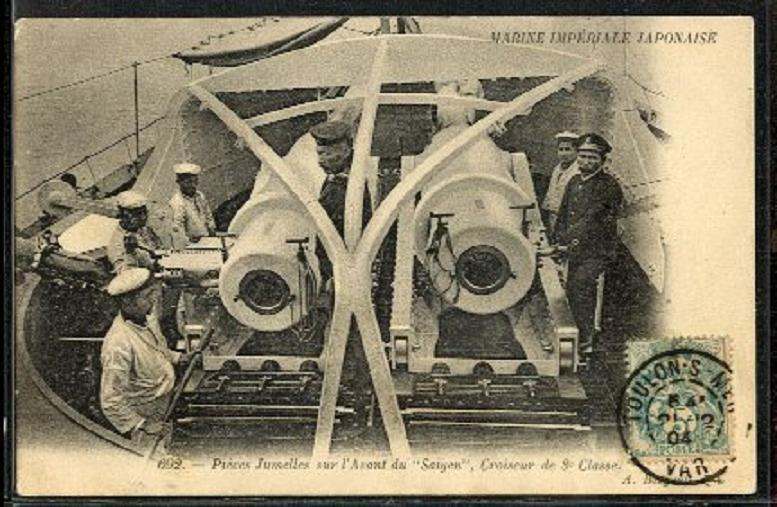
Главный калибр «Цзиюаня» (фото сделано во время службы корабля в японском флоте)

17 сентября 1894 г. «Цзиюань» был в составе Бэйянской эскадры во время битвы близ устья р. Ялу — решающем морском сражении японо-китайской войны. Крейсер оказался на крайнем левом фланге идущего на противника фронтальным строем Бэйянского флота, чуть отстав от кораблей центра из-за неполадок в машине. Из-за своего отставания «Цзиюань» не участвовал в атаке японского арьергарда центральной группой китайских кораблей. Он вступил в бой, когда эскадру адмирала Дин Жучана обошли главные силы японского флота во главе с флагманским крейсером вице-адмирала Ито «Мацусима». «Цзиюань» и сопровождавшее его небольшое авизо «Гуанцзя» под обстрелом разошлись на контркурсах с «Мацусимой» и следовавшими за ней японскими крейсерами. В дальнейшем «Цзиюань» столкнулся с сильно поврежденным китайским крейсером «Янвэй» и протаранил его. Не останавливаясь для оказание помощи команде тонущего «Янвэя», «Цзиюань» вместе с «Гуанцзя» вышел из боя и направился в сторону Люйшуня, куда прибыл на следующее утро («Гуанцзя» ночью вылетел на скалы и был взорван командой).
Командир «Цзиюаня» Фан Боцянь был привлечен к суду за малодушное бегство с места сражения. В защиту капитана Фана выступил инструктор Гофман, показавший, что выход «Цзиюаня» из боя был оправдан. По словам Гофмана: «Капитан Фонг на „Тси-Юане“ сражался храбро и умело. Мы потеряли убитыми семь или восемь человек, но продолжали стрелять так быстро, как только могли. Так продолжалось до 2-3 часов пополудни, когда наш корабль получил страшные повреждения, мы должны были покинуть сражение. Наше кормовое 15-сант. крупповское орудие было подбито, а у двух передних орудий были уничтожены механизмы заряжания, так что стрелять из них было нельзя, и корабль во всех отношениях сделался бесполезным. Тогда капитан Фонг решил покинуть сражение и постараться достичь Порт-Артура, чтобы перевооружиться… На пути в порт мы имели столкновение с другим кораблем, который затонул… Вода хлынула в „Тси-Юань“ целым потоком, но мы закрыли передние водонепроницаемые переборки и благополучно продолжили путь. Я не думаю, чтобы обвинение в трусости, возводимое на капитана Фонга, было справедливо; он сражался до тех пор, пока корабль не сделался негодным к бою. Дым был так густ, что нельзя было хорошо знать того, что происходит на собственном корабле».

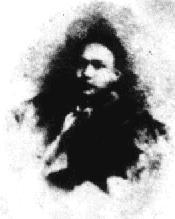
Капитан Фан Боцянь

По сообщениям другого иностранного инструктора, Мак-Гиффина, повреждения «Цзиюаня» ограничивались кормовым орудием, подбитым уже во время бегства «вскоре после начала боя». Однако сам же Мак-Гиффин упоминал, что видел уходящий «Цзиюань» с палубы броненосца «Чжэньюань» в 2.45. тогда как битва началась, по его же словам, в 12.20, то есть корабль капитана Фон Боцяня всё же пробыл в бою более двух часов. По данным осмотра после сражения, «Цзиюань» получил около 70 попаданий, экипаж потерял в бою 5 человек убитыми и 14 ранеными. Вполне возможно, что капитан Фан самовольным отходом вновь спас свой корабль от гибели в бою, в котором погибли два более сильных китайских крейсера. Однако трибунал не нашёл в действиях Фан Боцяня смягчающих обстоятельств, и, после утверждения приговора императором, капитан «Цзиюаня» был казнен в Люйшуне 24 сентября 1894 г.
В начале следующего года «Цзиюань» в составе Бэйянской эскадры участвовал в обороне Вэйхайвэя, противостоял блокирующему японскому флоту, обстреливал японские позиции на побережье. После потопления в ночь на 4 февраля японскими миноносцами флагманского китайского броненосца «Динъюань» адмирал Дин Жучан перенес свой флаг на «Цзиюань» и встал на нём в боевое охранение, чтобы не допустить нового прорыва японцев в Вэйхайвэйскую бухту. Однако в ночь на 5 февраля японские миноносцы успешно провели новый рейд против остатков Бэйянского флота. Вэйхайвэйская оборона завершилась капитуляцией адмирала Дина, покончившего жизнь самоубийством. 14 февраля 1895 г. «Цзиюань» в числе других уцелевших китайских кораблей спустил флаг и сдался японцам.

## Служба в японском флоте

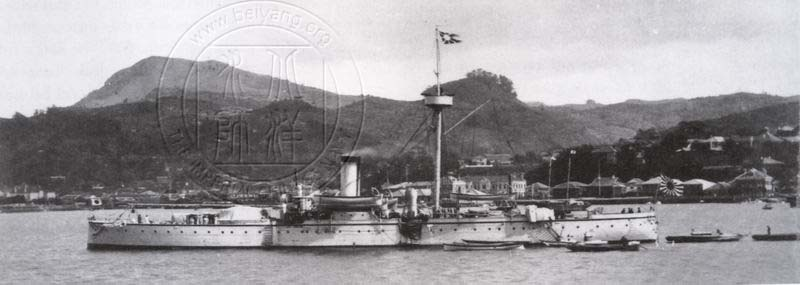
Японская канонерская лодка «Сайен»

16 марта 1895 г. бывший китайский крейсер был официально включен в состав японского флота. Теперь он именовался «Сайен» (в соответствии в японским произношением иероглифов названия). «Сайен» успел поучаствовать в японо-китайской войне на стороне японцев — но уже после её официального окончания (так же как ранее «Цзиюань» начал в Асане войну до её официального объявления). Китайский губернатор Тайваня, переданного Японии по мирному договору, отказался отдать остров японцам и продолжал сопротивляться собственными силами. 13 октября 1895 г. «Сайен» бомбардировал позиции китайских войск у Тайнань на юго-западе Тайваня.
В 1898—1900 гг. «Сайен» прошёл капитальный ремонт, ему сняли фок- и бизань мачты, заменили котлы (на два двойных), а также вспомогательное артиллерийское (восемь 47-миллиметровых орудий) и минное (четыре 457-миллиметровых аппарата) вооружение. Корабль переквалифицировали из крейсера в корабль береговой обороны 3-го ранга (к этому классу судов относились, прежде всего, канонерские лодки). Как и в китайском флоте, в основном нес службу стационером в корейских портах. В конце 1903 г стоял в Чемульпо и едва не стал участником первого сражения русско-японской войны. Но из-за возникшей в Мокпхо угрозы японским поселенцам со стороны корейцев, «Сайен» был направлен туда.

24 января 1904 г., с началом войны, «Сайен» захватил у острова Цусима русский пароход Добровольного флота «Екатеринослав» и отвел его в Фузан. В дальнейшем «Сайен» в составе отряда канонерских лодок поддерживал японские войска, наступавшие на Порт-Артур, участвовал также в морской блокаде русской крепости со стороны Печелийского залива. Во время четвёртого штурма Порт-Артура японской армией «Сайен» ежедневно привлекался к бомбардировкам левого фланга русских войск и позиций на горе Высокая со стороны бухты Луизы, находившейся вне секторов обстрела береговых батарей. От мин японцы защищались тщательным тралением вплоть до подхода к входу в бухту. С целью уничтожения «Сайена», доставлявшего русским своими 8-дюймовками большое беспокойство, была проведена постановка мин с оборудованного для этого катеров броненосцев «Победа» и «Пересвет» (обычно выставлявшие мины миноносцы не могли зайти в тесную бухту). Ранним утром 30 ноября (н. ст.) русские катера, совершившие поход из Порт-Артура, выставили мины. В тот же день «Сайен», подошедший, как обычно, для обстрела русских позиций, подорвался на мине у входа в бухту (поскольку взрыв произошёл не в самой бухте, возможно, это была мина, выставленная не с одного из катеров, а, ранее, с миноносца).

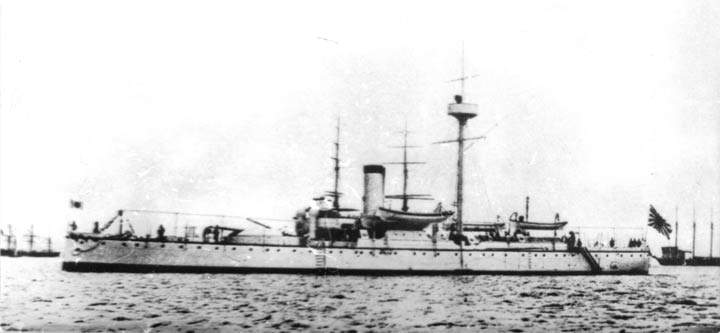

"В 2 часа дня с Золотой Горы стали поступать по телефону на «Отважный» донесения: «Сай-Иен» подходит к бухте; «Сай-Иен» отпустил тралы; «Сай-Иен» входит в пролив; и, наконец, в 2 ч. 30 м дня «Сай-Иен» взорвался и, ещё через две минуты — «Сай-Иен» потонул. Вот как описывает этот эпизод официальное японское донесение: «….С правого борта „Сай-Иен“ близ передней кочегарки раздался грохот взрыва, сопровождавшийся сильным сотрясением судна. Капитан 2 р. Тадзима понял, что судно наткнулось на мину, немедленно приказал закрыть непроницаемые двери, дал знать о катастрофе прочим судам и, чтобы спасти судно от потопления, повернул носом к берегу. Однако вода сильно прибывала; не прошло и минуты после взрыва, как судно стало тонуть носом, и предпринять для спасения ничего было нельзя. Видя это, кап. 2 р. Тадзима приказал экипажу покидать судно, спустить шлюпки и бросить в море плавающие предметы, на которых можно было бы держаться. Судно легло на правый борт и, спустя три минуты после взрыва, окончательно затонуло. Все принялись за спасение людей… Командир кап. 2 р. Тадзима, 38 офицеров и нижних чинов пропали без вести» 
На следующий день после гибели «Сайена» командующий 3-й японской армией генерал Ноги послал телеграмму командующему Соединённым флотом адмиралу Того, в которой сообщил, что «армия не может более требовать помощи от судов, раз они сами подвергаются опасности». В этот же день адмирал Того отозвал отряд канонерских лодок из бухты Луиза.
.